# Estação Benfica
A Estação Benfica é uma estação de metrô integrante da Linha 1 - Vermelha (Linha Sul) do Metrô de Fortaleza, administrada pela Companhia Cearense de Transportes Metropolitanos (Metrofor).
Está localizada na Avenida Carapinima, nº 2087, bairro Benfica, na cidade de Fortaleza, capital do Estado do Ceará, Brasil.
Atende uma região muito boêmia e majoritariamente universitária da capital, abrangendo em seus arredores a Reitoria, prédios administrativos, Centro de Humanidades e demais edificações pertencentes ao Campus do Benfica da Universidade Federal do Ceará (UFC); o Instituto Federal do Ceará (IFCE); um shopping center; e importantes avenidas como a 13 de Maio, avenida da Universidade e Carapinima.
Essa foi a primeira estação subterrânea a ser inaugurada em Fortaleza e em todo Nordeste brasileiro.

## Histórico

### Projeto e construção
A estação foi projetada em 1998 juntamente com o projeto de construção da primeira Linha de Metrô da capital. A Linha Sul aproveitaria boa parte do traçado da antiga linha do sistema de trens urbanos de Fortaleza, com exceção do trecho subterrâneo, que fora planejado para melhor atender o centro da capital cearense. A construção da nova linha começou em meados de 1999, pelo local onde seria construído a estação Benfica.   
A obra enfrentou diversos problemas, como paralisações e falta de recursos. A primeira suspensão ocorreu ainda em setembro de 2002 pelo contingenciamento de recursos do governo federal, retornando somente em março de 2004. Uma nova redução no ritmo das obras ocorre 2005, e o governo federal libera R$ 22 milhões dos R$ 61,5 milhões previstos para a construção. Em 2007 o Governo federal lança o PAC (Programa de Aceleração do Crescimento) e viabiliza recursos para a linha Sul.

### Inauguração e operação

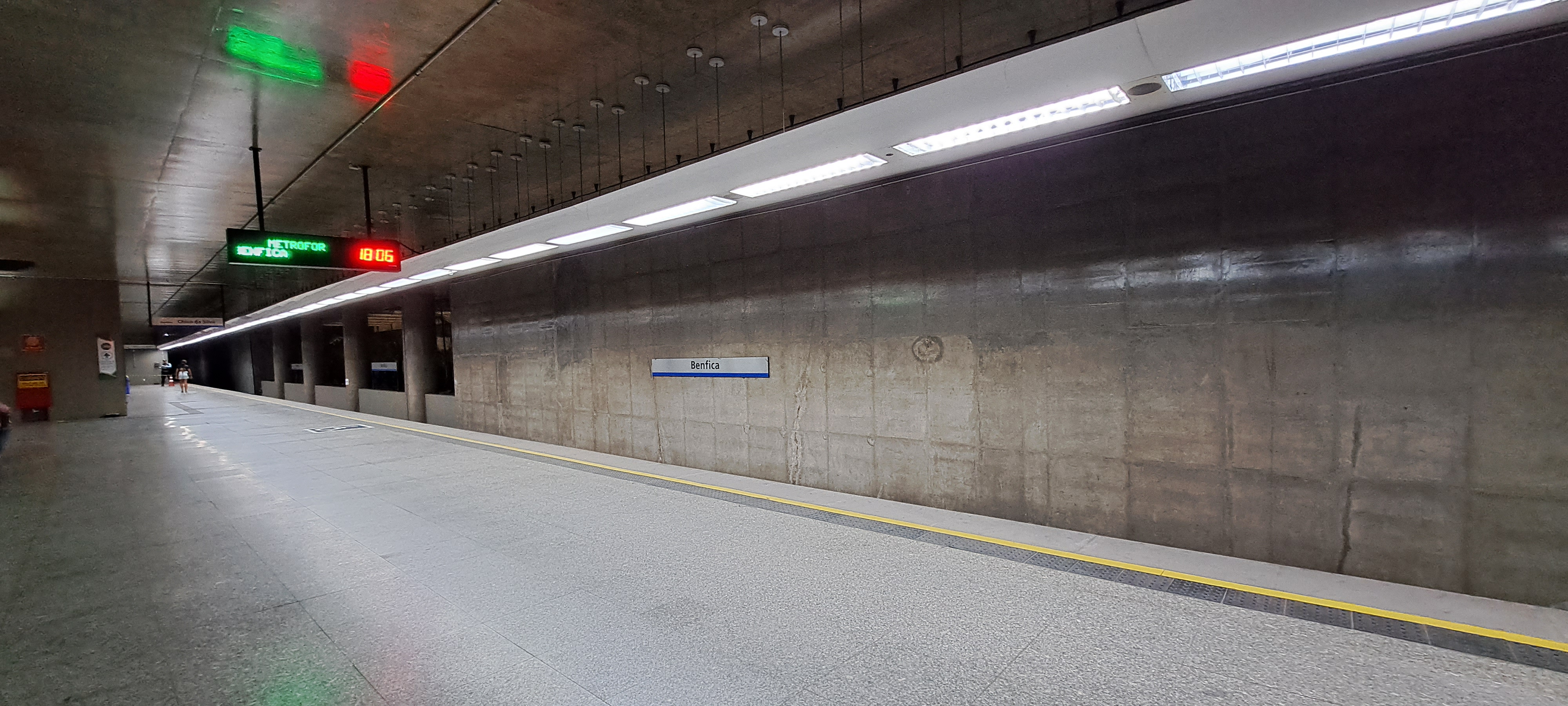
A estação é uma das mais movimentadas da linha sul do metrô. Na imagem, lado da plataforma sentido estação Central - Chico da Silva.

A estação foi inaugurada no dia 28 de agosto de 2012 na segunda fase da Linha Sul, pouco mais de um mês apos a inauguração do primeiro trecho,  juntamente com as estações Porangabussu e Couto Fernandes. Só passou a ser utilizada pela população alguns dias depois em 1 de outubro de 2012.
A operação comercial teve inicio exatamente 2 anos após o inicio de sua utilização pela população, no dia 1º de outubro de 2014. No começo o usuário precisava adquirir um bilhete de papel, e em seguida inseri-lo em uma urna para se ter acesso a plataforma. O processo depois substituído com a instalação de bloqueios eletrônicos em todas as estações, permitindo a utilização de bilhetes eletrônicos e cartões magnéticos recarregáveis, em três modalidades: unitário, múltiplo ou pré-pago e estudantil.
Durante a primeira semana de fevereiro de 2016 teve inicio a instalação de painéis de LED informativos nas estações da Linha Sul sendo a estação Benfica a primeira a receber o novo recurso.  

## Características
Com projeto de Luiz Carlos Esteves (1998), Benfica segue o padrão das demais estações subterrâneas da Linha Sul, com plataforma central e estruturas em concreto aparente. Divida em dois níveis (Mezanino e plataforma) a estação conta com 4 escadas roladas, 2 elevadores e 3 conjuntos de escadas fixas.

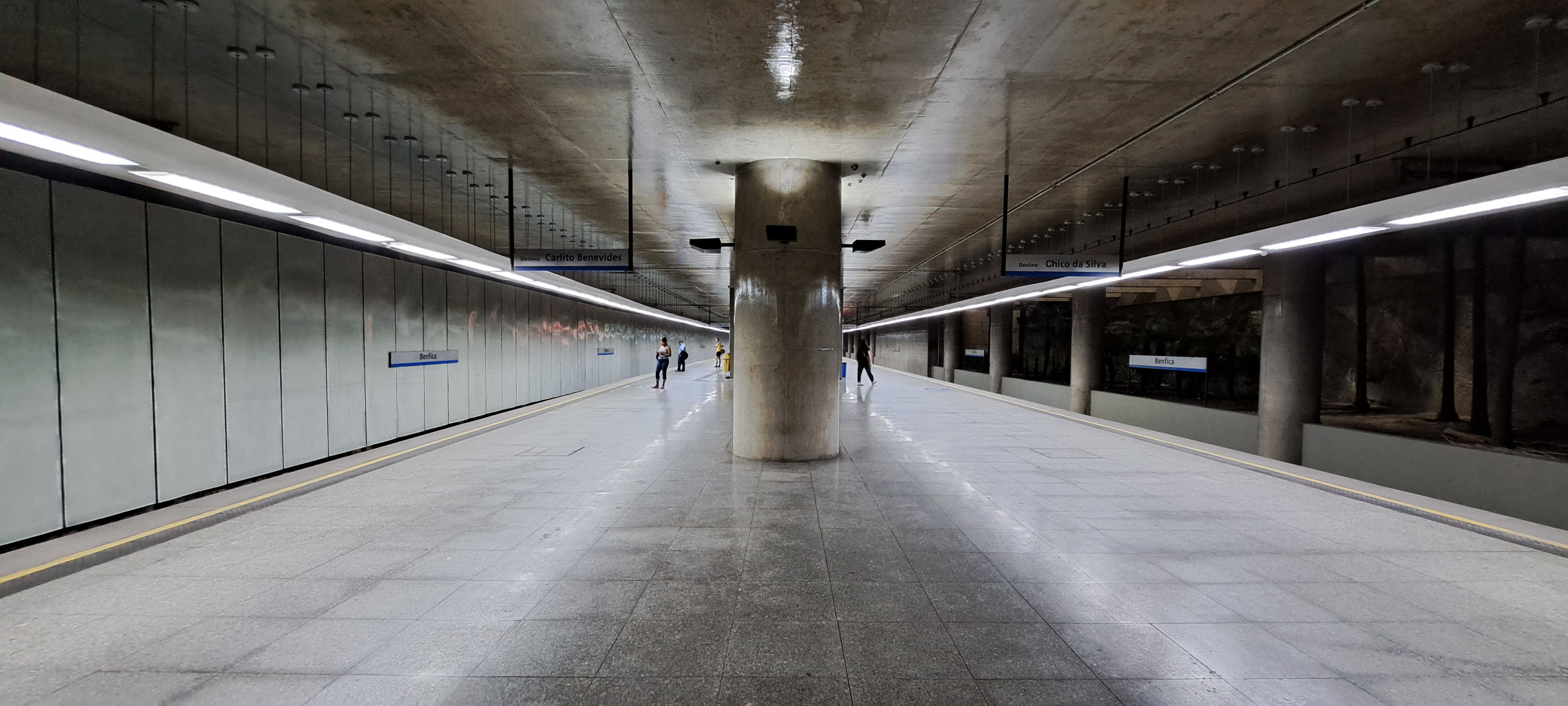
Plataforma em concreto aparante da estação Benfica.

Com 4.721,27 m² de área construída, a estação tem capacidade para receber 18.000 passageiros por hora.
Compõe o seu interior mapas de localização, sinalização visual, sistemas de sonorização, painéis de LED na plataforma que informa os horário de chegada da próxima composição além de outras informações e mensagens de utilidade publica.
A estação Benfica tem fácil acesso a rede de ônibus de Fortaleza por meio de paradas localizadas na avenida Carapinima e ao sistema de bicicletas compartilhadas da capital por meio da estação 38 (Shopping Benfica) do Bicicletar.
Localiza sob um lençol freático, a estação conta com bombas elétricas de sucção que trabalham diariamente, evitando alagamento nos tuneis da Linha.
O acesso à estação Benfica é realizado pela Avenida Carapinima, ao lado da entrada principal do shopping do mesmo nome. O usuário pode utilizar um elevador, escadas tradicionais, ou rolantes, que se localizam ao nível do solo, para ter acesso aos bloqueios e bilheterias da estação, além do mezanino onde se localizam os quiosques e máquinas de vendas. Após passar pelos bloqueios encontrados dos lados esquerdo e direito do mezanino, o usuário tem acesso imediato às escadas que o levam ao nível da plataforma de embarque e desembarque.

## Acessibilidade
A estação dispõe de elevadores, piso tátil, mapa tátil e avisos sonoros que garantem acesso e boa utilização do metrô a todos os cidadãos, incluindo aqueles que possuem alguma deficiência ou estão com mobilidade reduzida por qualquer razão. Além disso, as equipes presentes na estação – compostas por agentes de estação e vigilantes – recebem treinamento especializado para ajudar no embarque e desembarque desses passageiros, e estão sempre atentos para oferecer ajuda a quem necessitar.
É também garantido gratuidade às pessoas com deficiência que estejam dentro dos critérios legais para usufruir deste benefício. Para isso, é necessário apresentar, na estação, o Cartão Gratuidade Pessoa com Deficiência, emitido pela Empresa de Transporte Urbano de Fortaleza – Etufor.

## Incidentes
No dia 27 de fevereiro de 2015, durante uma forte chuva que atingiu a cidade no período da manhã, uma de suas bombas apresentou uma falha devido a um acumulo de lixo em seu sistema de sucção, causando uma inundação no túnel onde se localiza a estação, interrompendo o funcionamento da Linha Sul.